# Římskokatolická farnost Jistebník
Římskokatolická farnost Jistebník je farnost římskokatolické církve v děkanátu Bílovec ostravsko-opavské diecéze.
Farním kostelem je kostel svatého Petra a Pavla v Jistebníku, původně z 16. století, v současné podobě klasicistní z let 1808–1812.

## Historie
Farnost v Jistebníku se připomíná poprvé roku 1576, kdy byla administrována z Mošnova. V letech 1586–1617 se zde připomínají evangeličtí kněží.
Za třicetileté války farnost zanikla a Jistebník byl nejpozději roku 1625 přidělen k farnosti Bílovec, roku 1668 přefařen k Bravanticím, ale již roku 1671 zpět k Bílovci, kde zůstal až do konce 18. století. Ve velké a od Bílovce vzdálené vsi bylo roku 1781 zřízeno lokální kaplanství podléhající bílovecké faře a roku 1784 zde náboženská matice zřídila lokální kuracii, později povýšenou na farnost.
Patronem farnosti byla od jejího znovuzřízení náboženská matice. Obvod farnosti zahrnoval od počátku především vesnici Jistebník, vedle toho jižní část Fonovic a osadu Kamenný Mlýn patřící nyní k Polance nad Odrou.
V roce 1859 ve farnosti žilo 1328 římských katolíků vedle 1 nekatolíka a 11 židů. V roce 1930 žilo ve farnosti 2222 obyvatel, z čehož 2122 (95 %) se přihlásilo k římskokatolickému vyznání.
Farnost je součástí bíloveckého děkanátu od svého založení a spolu s ním náležela do roku 1996 k (arci)diecézi olomoucké, od uvedeného roku pak k nově vytvořené diecézi ostravsko-opavské.
Farnost od roku 2000 spravuje excurrendo farář v Polance Zdeněk Pluhař.